# L’Échiquier Mosan
L’Échiquier Mosan – belgijski klub szachowy z siedzibą w Huy, mistrz kraju z 2015 roku.

## Historia
Klub powstał w Amay pod koniec 1972 roku pod nazwą Racing Club Amay Echecs, a jego pierwszym prezesem był Laurent Fagot. W 1978 roku klub zadebiutował w mistrzostwach Belgii, w Division 4, w późniejszym czasie awansował do Division 3. W 1988 roku nastąpiło przeniesienie klubu do dzielnicy Huy, Tihange, i zmiana nazwy na C.N.T. Echecs. W 1992 roku zespół awansował do Division 2. Rok później klub stał się stowarzyszeniem non-profit (ASBL). Następnie powrócił do Amay; w tym okresie nastąpił spadek do Division 3. Na przełomie XX i XXI wieku klub organizował m.in. mistrzostwa francuskojęzyczne i ligę Liège. W 2002 roku zmieniono nazwę na L’Échiquier Amaytois. W styczniu 2005 roku pokazową symultanę na zaproszenie klubu rozegrał Wasyl Iwanczuk. Dwa miesiące później zespół wygrał Division 3. W 2009 roku L’Échiquier Amaytois po raz pierwszy w swojej historii awansował do Division 1. W inauguracyjnym sezonie zespół zajął czwarte miejsce. W 2010 roku klub zadebiutował w Pucharze Europy, kończąc rozgrywki na 30. miejscu. W sezonie 2011/2012 klub ponownie zdobył czwartą pozycję w lidze. W 2012 roku klub uzyskał 24. lokatę w Pucharze Europy. W sezonie 2012/2013 klub zdobył wicemistrzostwo Belgii. W 2013 roku w Pucharze Europy zespół odniósł cztery zwycięstwa, raz zremisował i dwukrotnie przegrał, zajmując w klasyfikacji końcowej turnieju jedenastą pozycję. Sezon 2014/2015 klub zakończył zdobyciem mistrzostwa kraju. W kadrze L’Échiquier Amaytois znajdowali się wówczas m.in.: Romain Édouard, Robin van Kampen, Andrij Wowk, Hrvoje Stević, Benjamin Bok, Mladen Palac, Robert Zelčić, Matthieu Cornette, Twan Burg, Dejan Bożkow, Ilia Zaragacki, Deimantė Daulytė i Lisa Schut. W 2017 roku zespół był trzeci w lidze. W 2018 roku nastąpiła zmiana nazwy klubu na L’Échiquier Mosan. W sezonie 2018/2019 klub zajął trzecie miejsce w Division 1. Sezon później uzyskano wicemistrzostwo kraju. W 2021 roku klub nie przystąpił do rozgrywek Division 1 i podjął rywalizację na poziomie Division 3. W sezonie 2021/2022 uzyskano awans do Division 2. W 2024 roku klub spadł z drugiej ligi.

## Arcymistrzowie w historii klubu
- Thomas Beerdsen[18]
- Slim Belkhodja[19]
- Benjamin Bok[7]
- Dejan Bożkow[19]
- Twan Burg[20]
- Ildar Chajrullin[21]
- Matthieu Cornette[11]
- Romain Édouard[7]
- Anisz Giri[21]
- Ádám Horváth[22]
- Csaba Horváth[22]
- Witalij Kisielow[21]
- Wiktor Michalewski[21]
- Mladen Palac[10]
- Marijan Petrow[23]
- Éric Prié[19]
- Roeland Pruijssers[24]
- Hrvoje Stević[10]
- Robin van Kampen[25]
- Andrij Wowk[9]
- Ilia Zaragacki[7]
- Robert Zelčić[10]